# 다카히라-루트 협정

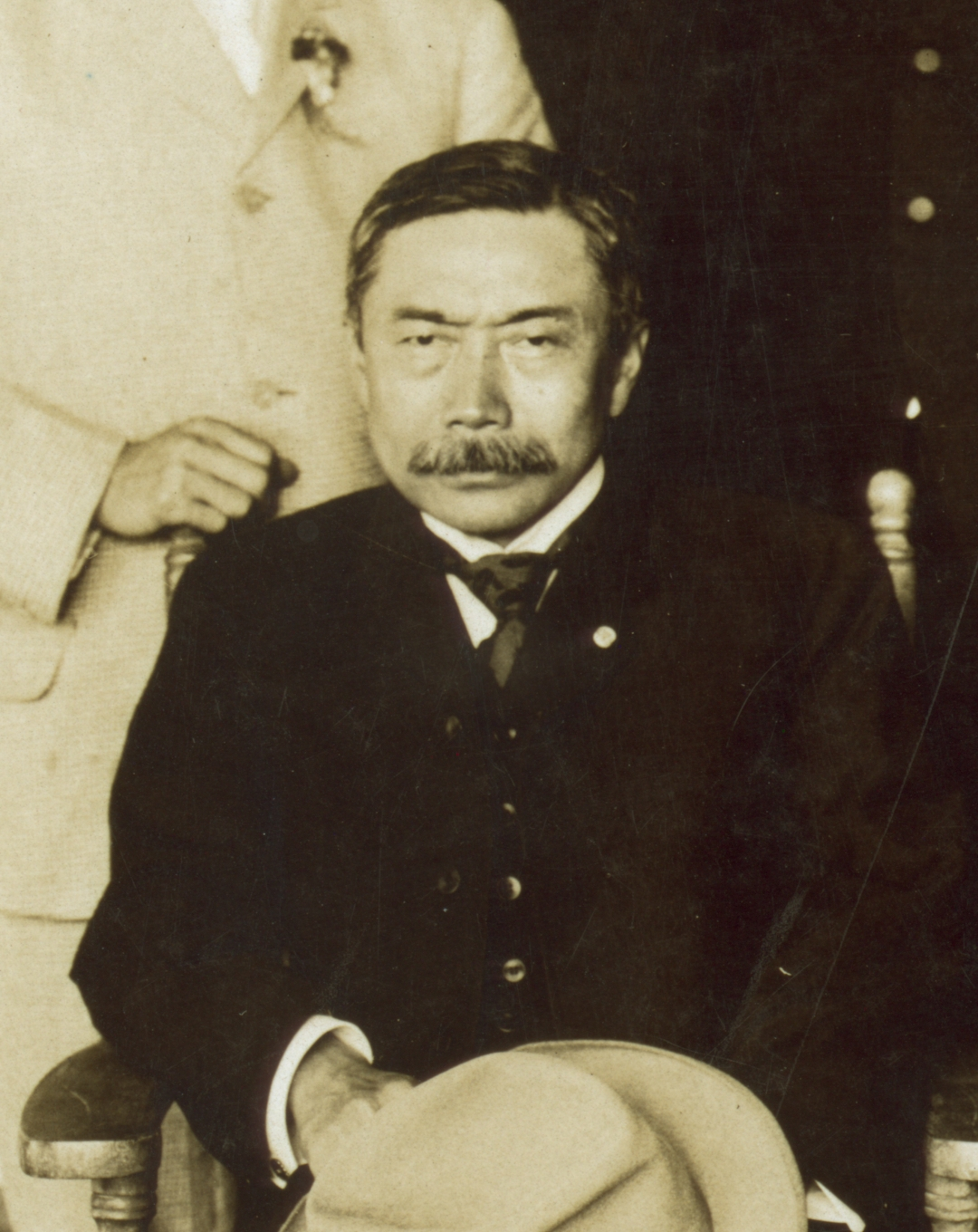
다카히라 고고로

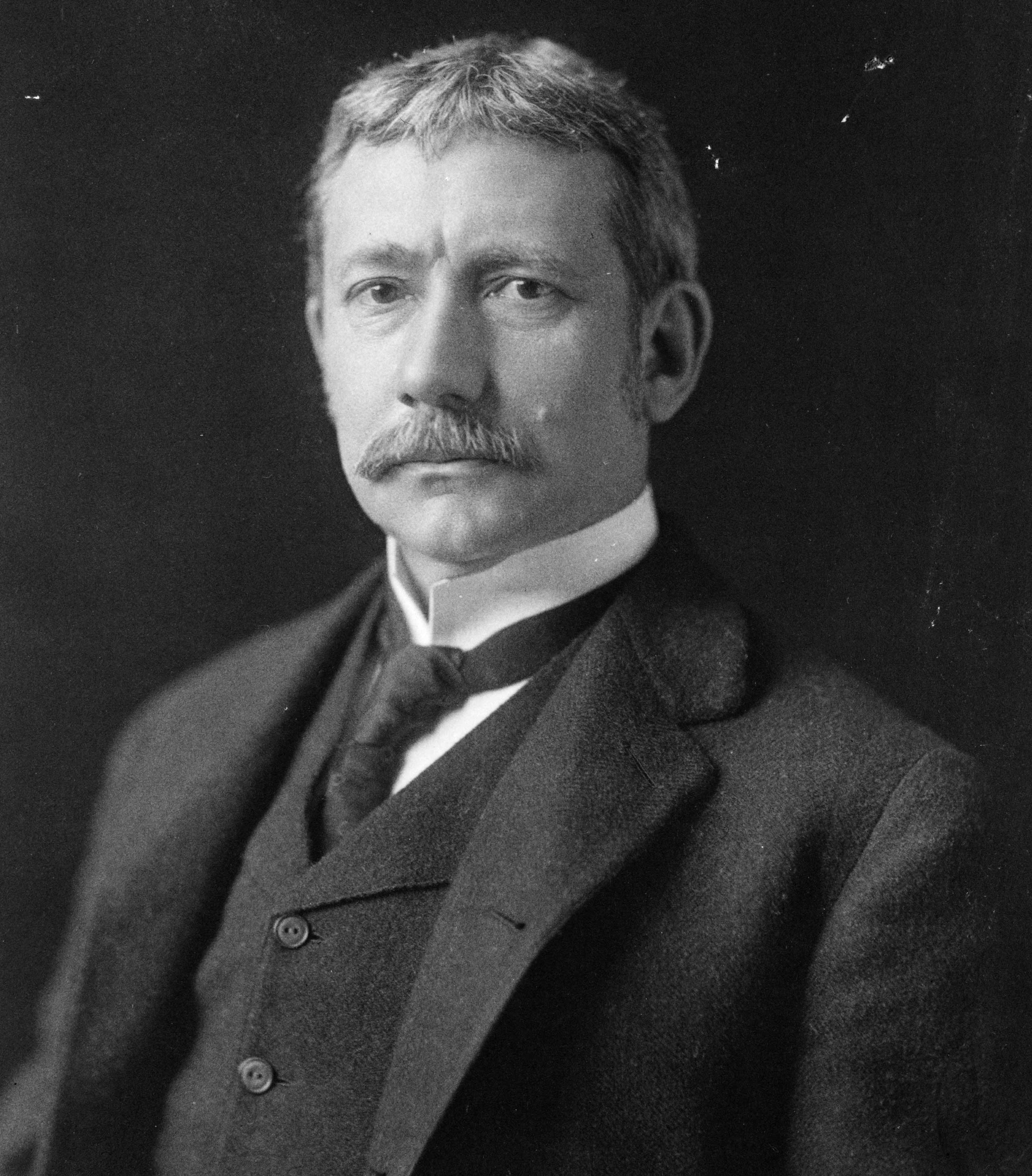
엘리후 루트

루트-다카히라 협정(영어: Root-Takahira Agreement) 또는 다카히라-루트 협정(일본어: 高平・ルート協定)은 미국 국무부 장관 엘리후 루트와 일본의 다카히라 고고로 주미대사 사이에 협상이 진행되어 1908년 11월 30일에 체결된 일본 제국과 미국 간의 협정이다. “태평양 방면에 관한 미일 교환 공문”이라고도 불린다.

## 개요
협정은 1908년 11월 시점의 영토 현황을 공식적으로 인정하고 청나라의 독립과 영토 보전, 자유무역과 상업의 기회 균등(즉 존 헤이에 의해 제안된 것과 같은 ‘문호개방정책’) 미국에 의한 하와이 왕국 병합과 필리핀에 대한 관리 권한 승인, 만주에서 일본의 지위 승인이 이루어졌다. 또한 암묵적으로 미국은 일본의 조선 병합과 만주 남부의 지배를 승인하고(가쓰라-태프트 밀약), 일본은 캘리포니아에 이민 제한을 묵인했다.

## 배경
스페인-미국 전쟁을 통해 미국은 동아시아의 주요 세력이 되었다. 미국이 하와이와 필리핀을 얻은 것은 청나라의 적극적인 경제 정책과 결합되어 당시 일본 정부에게 점점 더 위협으로 받아들여지고 있었다. 한편 미국 정부는 러일 전쟁 이후 일본의 현대적이고 강력한 해군을 불안해하고 있었다.
이 협정으로 미국과 일본 간의 긴장 고조를 피할 것으로 기대되었다. 그러나 1907년 이후 일본이 제2차 러일 협약을 통해 러시아 제국에 다시 접근하고, 만주에 경제 투자를 늘이면서 이 협정은 중국에서 일본의 패권에 대한 미국의 영향력 약화로 귀착되었다.

## 같이 보기
- 가쓰라-태프트 밀약 (1905년 7월 29일)
- 포츠머스 조약 (1905년 9월 5일)

## 참고 자료
- Gould, Lewis L. (1992년) The Presidency of Theordore Roosevelt. 캔사스 대학교 출판부 ISBN 0-7006-0565-7
- Jansen, Marius B. (2000년) The Making of Modern Japan. Belknap Press. ISBN 0-674-00991-6
- Jiang, Arnold Xiangje (1988년) The United States and China. 시카고 대학교 출판부. ISBN 0-226-39947-8